# بهرنهوف
بهرنهوف (به آلمانی: Behrenhoff) یک شهر در آلمان است که در فرپومرن-گرایفسوالد واقع شده‌است. بهرنهوف ۷۷۲ نفر جمعیت دارد.